# Biblioteka Uniwersytetu Opolskiego

## Biblioteka Uniwersytetu Opolskiego
Biblioteka Uniwersytetu Opolskiego to największa biblioteka naukowa Opolszczyzny. Wspiera pracowników i studentów w pracy naukowej i dydaktycznej, ponadto stanowi otwarte i przyjazne miejsce dla wszystkich, którzy pragną korzystać z jej zbiorów. Według stanu na koniec 2018 r. liczyły one ponad 1 milion woluminów, czyli książek, czasopism i zbiorów specjalnych, których profil dziedzinowy odpowiada kierunkom studiów i badań naukowych prowadzonych na Uniwersytecie Opolskim. Do podstawowych dziedzin, z których gromadzony jest księgozbiór, należą: literaturoznawstwo, językoznawstwo, historia, pedagogika, politologia, psychologia, socjologia, filozofia, teologia, prawo, ekonomia, matematyka, fizyka, chemia, informatyka, biologia, biotechnologia, ochrona środowiska oraz nauki techniczne. W związku z prężnym funkcjonowaniem na Uniwersytecie Opolskim od 2017 r. kierunku lekarskiego i powstaniem w 2019 r. Wydziału Lekarskiego Biblioteka posiada coraz bogatszy księgozbiór i kolekcję źródeł elektronicznych z zakresu nauk medycznych.
Dzięki wyszukiwarce PRIMO w połączeniu z systemem HAN użytkownicy BUO mogą z dowolnego miejsca, za pomocą jednego okna wyszukiwawczego znaleźć i uzyskać dostęp do zbiorów niezależnie od ich formatu i lokalizacji.
Biblioteka jest członkiem Śląskiej Biblioteki Cyfrowej, udostępniając w niej nieodpłatnie użytkownikom Internetu cenne publikacje ze swoich zbiorów. Tworzy Bazę Wiedzy stanowiącą uczelniane repozytorium oraz pełni funkcję koordynatora Platformy Czasopism Elektronicznych Uniwersytetu Opolskiego.
Biblioteka posiada w swoich zbiorach kolekcję starodruków pochodzących z oficyn polskich i europejskich z XVI–XVIII w., wśród których znajdują się dzieła: historyczne, literackie, religijne, z zakresu biologii, prawa, geografii, matematyki, medycyny oraz zbiór rękopisów z XIX i XX w.

## Historia
Historia Biblioteki nierozerwalnie związana jest z historią Wyższej Szkoły Pedagogicznej, przekształconej w 1994 r. w Uniwersytet Opolski.
- 1 października 1951 r. – powstanie
- Ustawa Sejmu RP z 10 marca 1994 r. – uzyskanie statusu biblioteki uniwersyteckiej i przyjęcie nazwy: Biblioteka Główna Uniwersytetu Opolskiego
- 6 marca 1997 r. – prawo do otrzymywania egzemplarza obowiązkowego ze wszystkich oficyn wydawniczych w Polsce (zgodnie z Ustawą o egzemplarzu obowiązkowym z dnia 7.11.1996 r., Dz.U. Nr 152, poz. 722 oraz z rozporządzeniem Ministra Kultury i Sztuki z dnia 6.03.1997 r., Dz.U. Nr 29, poz. 161)
- 10 lipca 1997 r. – zniszczenie siedziby Biblioteki Głównej przy ul. Strzelców Bytomskich 2 oraz mieszczących się tam zbiorów przez katastrofalną w swych skutkach powódź, która poczyniła spustoszenia w całym kraju
- 1997 r. – zakupienie systemu komputerowego SOWA-OPAC; rozpoczęcie intensywnych prac nad informatyzacją usług bibliotecznych
- 2001 r. – uhonorowanie Biblioteki przez Zarząd Główny Stowarzyszenia Bibliotekarzy Polskich medalem Bibliotheca Magna Perennisque za wybitne zasługi dla polskiego bibliotekarstwa
- 11 października 2006 r. – rozpoczęcie współtworzenia przez Bibliotekę zasobu Śląskiej Biblioteki Cyfrowej
- 2006 r. – zakupienie pierwszej transzy licencji nowoczesnego systemu bibliotecznego Aleph, który umożliwia m.in. przeszukiwanie i zamawianie zbiorów bibliotecznych przez Internet
- 2010 r. – zakupienie systemu do zarządzania źródłami elektronicznymi HAN, umożliwiającego korzystanie z baz danych za pomocą komputerów znajdujących się poza siecią Uniwersytetu Opolskiego
- 2015 r. – rozszerzenie funkcjonalności systemu Aleph o moduł zintegrowanej wyszukiwarki zasobów naukowych PRIMO
- 2016 r. – uruchomienie Bazy Wiedzy Uniwersytetu Opolskiego
- 2018 r. – rozpoczęcie funkcjonowania Platformy Czasopism Uniwersytetu Opolskiego z Biblioteką jako koordynatorem projektu
- 2019 r. – zmiana struktury organizacyjnej i zmiana nazwy na: Biblioteka Uniwersytetu Opolskiego

## Zadania
- opracowanie i udostępnianie zbiorów bibliotecznych
- prowadzenie usług informacyjnych w oparciu o drukowane i elektroniczne źródła informacji zgromadzone w Bibliotece lub dostępne poprzez sieć Internet
- gromadzenie i archiwizowanie informacji o dorobku naukowym pracowników Uniwersytetu Opolskiego w Bazie Wiedzy UO
- zapewnienie pracownikom i studentom uczelni dostępu do subskrypcyjnych źródeł elektronicznych
- organizowanie wystaw tematycznych
- drukowanie legitymacji studenckich i doktoranckich
- prowadzenie szkoleń dla studentów i pracowników UO w zakresie zdobywania kompetencji informacyjnych